# São Domingos (Santa Catarina)
São Domingos é um município brasileiro do estado de Santa Catarina. Localiza-se na Região Geográfica Imediata de Xanxerê e na Região Geográfica Intermediária de Chapecó. Está numa altitude de 635 metros ou 2083 pés acima do nível do mar. Sua população em 2022 de acordo com o censo do IBGE era de 9 226 habitantes. Já a estimativa para 2024 é de 9 356 habitantes, possuindo um pequeno crescimento demográfico . A extensão territorial do município é de 102 km² de acordo com números de 2024.
O Município foi desmembrado de Xaxim pela Lei Estadual nº 864 de 14 de dezembro de 1962, sancionada pelo então governador da época, Celso Ramos. E instalado no dia 7 de abril de 1963, data ao qual é comemorado o aniversário da cidade.
A área onde se encontra hoje o município, no passado foi palco de um dos conflitos mais estudados da história do Brasil. A Guerra do Contestado, uma guerra pela demarcação territorial defasada entre Santa Catarina e Paraná onde o mesmo, reivindicava todo o atual oeste do estado.

## História

### Fundação
Até meados do século XIX, índios Guaranis e Kaingangs habitavam a maior parte da região oeste, inclusive São Domingos. O primeiro povoado na região do município que viria a ser São Domingos foi fundado em 1906, quando Diogo Ribeiro e Balduíno Scheffer, vindos do Rio Grande do Sul, instalaram-se como primeiros moradores. Pouco tempo depois outras famílias seguiram o exemplo. Em 1937 era criado o distrito de Diogo Ribeiro, no município de Chapecó.
Em meados do século XX era muito mais fácil ir à Clevelândia que à cidade de Chapecó, sede do município, a qual o distrito de Diogo Ribeiro (atual São Domingos) fazia parte. A partir de 1942, o distrito passou a chamar-se São Domingos, já que a sede do distrito era localizada na fazenda São Domingos, de propriedade de Domingos Baldissera e Germano Griss.

### Emancipação
O território hoje de São Domingos já fez parte dos municípios:
Campos de Palmas (1893 a 1917);
Chapecó (1917 a 1953);
Xaxim (1953 a 1962).
Em 14 de dezembro de 1962, o então distrito de São Domingos foi, pela lei estadual nº 804, elevado à categoria de município. Assim em 7 de abril de 1963, o território do novo município foi desmembrado de Xaxim. E foi separado em dois distritos: São Domingos (sede) e Coronel Martins.
Coronel Martins fora desmembrado de São Domingos em 30 de março de 1992, tornando-se um município.
Hoje São Domingos conta com três distritos: São Domingos (sede); Maratá e Vila Milani.
A cidade de São Domingos, sede do município é composta de oito bairros: Centro, São José, Nossa Senhora Aparecida, Abrahamo Miguel Pretto, Ari Bortoli, Agostinho Domingos Griss, São Cristóvão e Esperança.
| Censo     | Pop   | %±     |
| --------- | ----- | ------ |
| 1940      | 2652  |        |
| 1960      | 8163  | 67,5%  |
| 1970      | 10743 | 24,1%  |
| 1980      | 14035 | 23,4%  |
| 1991      | 14093 | 0,4%   |
| 2006      | 8635  | -61,2% |
| 2010      | 9491  | 9,0%   |
| Est. 2020 | 9434  | -0,6%  |

### Economia
Durante as décadas de 1950, 1960, 1970 e 1980 a principal atividade econômica do município foi a extração de madeira. Todos esses anos de extração deixaram uma grande área descampada, perfeita para a agricultura, e assim hoje São Domingos tem uma economia baseada principalmente no setor primário.

## Administração
| N° | Nome                         | Mandato           | Observações |
| -- | ---------------------------- | ----------------- | ----------- |
| 1  | Germano Griss                | Abr/1963-Nov/1963 | Nomeado     |
| 2  | Arlindo Barbieri             | Dez/1963-Jan/1969 | Eleito      |
| 3  | Saturnino Dadam              | Fev/1969-Jan/1973 | Eleito      |
| 4  | Germano Griss                | Fev/1973-Jan/1977 | Eleito      |
| 5  | Leoclides Bigolin            | Fev/1977-Jan/1983 | Eleito      |
| 6  | Abílio Vlademir Debortoli    | Fev/1983-Dez/1988 | Eleito      |
| 7  | Leoclides Bigolin            | Jan/1989-Dez/1992 | Eleito      |
| 8  | Deonilo Agostinho Pretto     | Jan/1993-Dez/1996 | Eleito      |
| 9  | Pedro Altair Neves           | Jan/1997-Dez/2000 | Eleito      |
| 10 | Deonilo Agostinho Pretto     | Jan/2001-Dez/2004 | Eleito      |
| 11 | Danuncio Bittencourt e Silva | Jan/2005-Dez/2008 | Eleito      |
| 12 | Alcimar de Oliveira          | Jan/2009-Dez/2012 | Eleito      |
| 13 | Alcimar de Oliveira          | Jan/2013-Dez/2016 | Eleito      |
| 14 | Elieze Comachio              | Jan/2016-Dez/2020 | Eleito      |
| 15 | Marcio Bigolin Grosbelli     | Jan/2021-Dez/2024 | Eleito      |

## Turismo
O município tem um grande potencial para o turismo, que ainda é pouco explorado. Ao sul existem três lagos de hidrelétricas formadas pelo rio Chapecó, ao norte do município tem-se o Parque Estadual das Araucárias, um belo exemplo da flora e fauna da Região Oeste, além da Serra da Fartura, na divisa com o Paraná, com belos panoramas.

## Infraestrutura
O município de São Domingos é cortado pela SC-480, a principal rodovia da região. A SC-480 conecta o município à Xanxerê e São Lourenço do Oeste. Outra rodovia de importância é a SC-482, que conecta o distrito do Maratá a Santiago do Sul e à Coronel Martins. Para ir ao Paraná, a SC-156 é a principal opção, a única questão é que ela ainda não está pavimentada. Em São Domingos também existem três hidrelétricas, a UHE Quebra Queixo, a PCH Ludesa e a PCH Santa Luzia, todas instaladas no rio Chapecó.